# Liste der Kulturdenkmäler in Albig
In der Liste der Kulturdenkmäler in Albig sind alle Kulturdenkmäler der rheinland-pfälzischen Ortsgemeinde Albig aufgeführt. Grundlage ist die Denkmalliste des Landes Rheinland-Pfalz (Stand: 25. März 2025).

## Einzeldenkmäler
| Bezeichnung                                   | Lage                                              | Baujahr                           | Beschreibung | Bild            |
| --------------------------------------------- | ------------------------------------------------- | --------------------------------- | --- | --------------- |
| Hofanlage                                     | Alzeyer Pforte 2 Lage                             | 18. Jahrhundert                   | straßenbildprägende barocke Hofanlage, 18. Jahrhundert; eingeschossiger Putzbau bezeichnet 1799, zweiteiler Stallbau bezeichnet 1789, weiterer Stallbau bezeichnet 1904 | Fotos hochladen |
| Wohnhaus                                      | Alzeyer Pforte 3 Lage                             | 1707                              | straßenbildprägendes barockes Fachwerkhaus, teilweise massiv, bezeichnet 1707 | Fotos hochladen |
| Hofanlage                                     | Alzeyer Pforte 6 Lage                             | 1776                              | Vierseithof; spätbarockes Wohnhaus, teilweise Fachwerk, bezeichnet 1776, Torfahrt bezeichnet 1776, zweischiffiger Gewölbestall | BW              |
| Schulhaus                                     | Alzeyer Pforte 30 Lage                            | 1885                              | ehemalige Schule; spätklassizistischer Sandsteinquaderbau, bezeichnet 1885 | Fotos hochladen |
| Scheune                                       | Bachgasse 8 Lage                                  | um 1900                           | ehemalige Scheune; stattlicher Bruchsteinbau, um 1900, eine der beiden Anbauten bezeichnet 1903 | BW              |
| Portal                                        | Bachgasse, an Nr. 19 Lage                         | 1604                              | Renaissance-Rundbogenportal, bezeichnet 1604 | BW              |
| Portal                                        | Brunnengasse, an Nr. 1 Lage                       | 1614                              | ehemaliger Portalsturz, bezeichnet 1614 | BW              |
| Hofanlage                                     | Hintergasse 22 Lage                               | 18. und 19. Jahrhundert           | Hakenhof, 18. und 19. Jahrhundert; spätbarocker Krüppelwalmdachbau, teilweise Zierfachwerk, bezeichnet 1749, Bruchsteinscheune, 19. Jahrhundert, mit Gewölbestall | Fotos hochladen |
| Hofanlage                                     | Hintergasse 30 Lage                               | 18. und 19. Jahrhundert           | im Kern spätbarocker Vierseithof, 18. und 19. Jahrhundert; eingeschossiges breitgelagertes Eckwohnhaus, spätes 18. Jahrhundert, Bruchsteinscheune | Fotos hochladen |
| Evangelische Liebfrauenkirche                 | Kirchgasse 1 Lage                                 | Ende des 12. Jahrhunderts         | romanischer Westturm, Ende des 12. Jahrhunderts, spätbarocker Saalbau, bezeichnet 1781, auf romanischen Fundamenten | Fotos hochladen |
| Kriegerdenkmal                                | Kirchgasse, bei Nr. 1 auf dem Kirchhof Lage       | 1891                              | Kriegerdenkmal 1870/71, bezeichnet 1891, reliefiertes Postament mit eichenlaubgerahmtem Brustbild Kaiser Wilhelms I. | Fotos hochladen |
| Kriegerdenkmal                                | Kirchgasse, bei Nr. 1 auf dem Kirchhof Lage       | 1927                              | Kriegerdenkmal 1914/18, 1927 nach Plänen von Heinrich Jobst, Darmstadt, auf der Mauerkrone Stele mit Halbrelief eines betenden Soldaten | Fotos hochladen |
| Grabmäler                                     | Kirchgasse, bei Nr. 1 im nördlichen Kirchhof Lage | ab 1855                           | Grabmal Eheleute Wilhelm Schömbs († 1905), Sandsteinstele mit Relief; Grabmal Karoline Niederauer, geb. Albert († 1910), Obelisk in Schwedisch-Schwarz; Grabmal Eheleute Jakob Trautwein IX († 1908), reliefierte Sandsteinstele, beschädigt; Grabmal V. Diehl († 1861), neugotische Sandsteinstele; Grabmal Anna Christina Stellwagen († 1855), Sandsteinstele mit vegetabilisch gestaltetem Giebel | BW              |
| Weinkellerei                                  | Langgasse 21b Lage                                | 1924                              | Weinkellerei, 1924 von Wilhelm Thaler, Darmstadt; stattlicher Eisenbetonbau, Heimatstil | BW              |
| Wohn- und Gasthaus                            | Langgasse 32 Lage                                 | 18. oder 19. Jahrhundert          | zwei- bis dreigeschossiges Fachwerkhaus, teilweise massiv, mit ehemaligem Tanzsaal, 18. oder 19. Jahrhundert; Hintergebäude, Fachwerk, 19. Jahrhundert | Fotos hochladen |
| Hofanlage                                     | Langgasse 51 Lage                                 | 17. bis 19. Jahrhundert           | Dreiseithof, 17. bis 19. Jahrhundert; barockes Wohnhaus, teilweise Zierfachwerk, Krüppelwalmdach, bezeichnet 1699 und 1801, teilunterkellerte Scheune | Fotos hochladen |
| Hofanlage                                     | Langgasse 57 Lage                                 | 1695                              | barockes Wohnhaus, teilweise Zierfachwerk, bezeichnet 1695; Toranlage bezeichnet 1779, Schweinestall bezeichnet 1805, Gartenpforte bezeichnet 1831 | Fotos hochladen |
| Rathaus mit katholischer Kapelle Mariä Geburt | Langgasse 58 Lage                                 | 1766                              | spätbarocker Krüppelwalmdachbau, 1766, Glocken von 1744 und 1762; im Erdgeschoss katholische Kapelle | Fotos hochladen |
| Wohnhaus                                      | Langgasse, zu Nr. 59 Lage                         | 1700                              | stattliches barockes Wohnhaus, teilweise (Zier)-Fachwerk, bezeichnet 1700 und 1728 | Fotos hochladen |
| Hofanlage                                     | Langgasse 62 Lage                                 | 1774                              | barockes Wohnhaus, teilweise Zierfachwerk, bezeichnet 1774 und 1947, Anbau aus dem späten 19. Jahrhundert; dreischiffiger Gewölbestall, bezeichnet 1855; Spolie (Torbalken der abgängigen Scheune), bezeichnet 1765 | Fotos hochladen |
| Keller                                        | Langgasse, zu Nr. 72 Lage                         | 1573                              | renaissancezeitliche Kelleranlage, bezeichnet 1573, integriert in Scheune von 1877 | BW              |
| Portal                                        | Langgasse, an Nr. 76 Lage                         | 1604                              | Renaissance-Portalgewände, bezeichnet 1604 | BW              |
| Wohnhaus                                      | Langgasse 82 Lage                                 | Mitte des 18. Jahrhunderts        | spätbarockes Wohnhaus, teilweise Fachwerk (verputzt), Mitte des 18. Jahrhunderts; Hofflügel, 19. Jahrhundert | BW              |
| Wohnhaus                                      | Saalgässchen 5 Lage                               | Mitte des 18. Jahrhunderts        | barocker Mansarddachbau mit Krüppelwalmen, teilweise Zierfachwerk, Mitte des 18. Jahrhunderts | Fotos hochladen |
| Wasserbehälter                                | östlich des Ortes; Flur Mittelweg Lage            | 1902                              | historisierender Sandsteinquaderbau, bezeichnet 1902 | Fotos hochladen |
| Weinbergshaus                                 | nördlich des Ortes; Flur Hundskopf Lage           | erste Hälfte des 19. Jahrhunderts | Rechteckbau mit steinernem Satteldach, erste Hälfte des 19. Jahrhunderts (?); Türsturz bezeichnet [17]74, wohl zweitverwendet | BW              |